# 태풍 우토 (2001년)
태풍 우토(태풍 번호: 0104, JTWC 지정 번호: 06W, 국제명: UTOR, 필리핀 기상청(PAGASA) 지정 이름: Feria)는 2001년에 발생한 4번째 태풍이다.

## 개요
7월 2일 위도 10.6, 경도 137.4, 풍속 21 m/s, 기압 990 hPa, 강풍반경 740 km인 '대형의 열대폭풍'의 세력으로 발달하였다. 이 태풍의 특이한 점은 발달될 때부터 대형의 세력을 이어갔으며 그 다음날 초대형으로 발달되었다는 것이다. 풍속이 점점 강해지면서, 7월 4일 초속 38 m/s, 기압 965 hPa, 크기 '초대형'으로 최성기를 맞이하였다. 이 때 강풍역의 크기가 1950 km에 달하였다. 이것은 강풍역의 크기 순위 9위를 돌파한 수치이다. 또한 21세기 들어서 강풍역의 크기가 가장 컸던 태풍이다. 최성기 이후 점점 약해지다가 다음날 급격히 약해져 7월 6일에 중국 대륙에서 열대저압부로 약화되었다. 태풍 우토는 스콜선의 이름으로 후에는 우토르로 발음되었다.

## 피해
이 태풍은 1등급 태풍이었지만 초대형의 강한 태풍으로 필리핀과 중국에 막대한 피해를 입혔다. (사망자 약 197명) 태풍 등급이 1등급에 그쳤음에도 불과하고 태풍의 눈이 희미하게 보이는 것을 관찰할 수 있다. 이런 막대한 피해에도 불구하고 이 태풍의 이름은 제명되지 않았다.

## 관련 통계

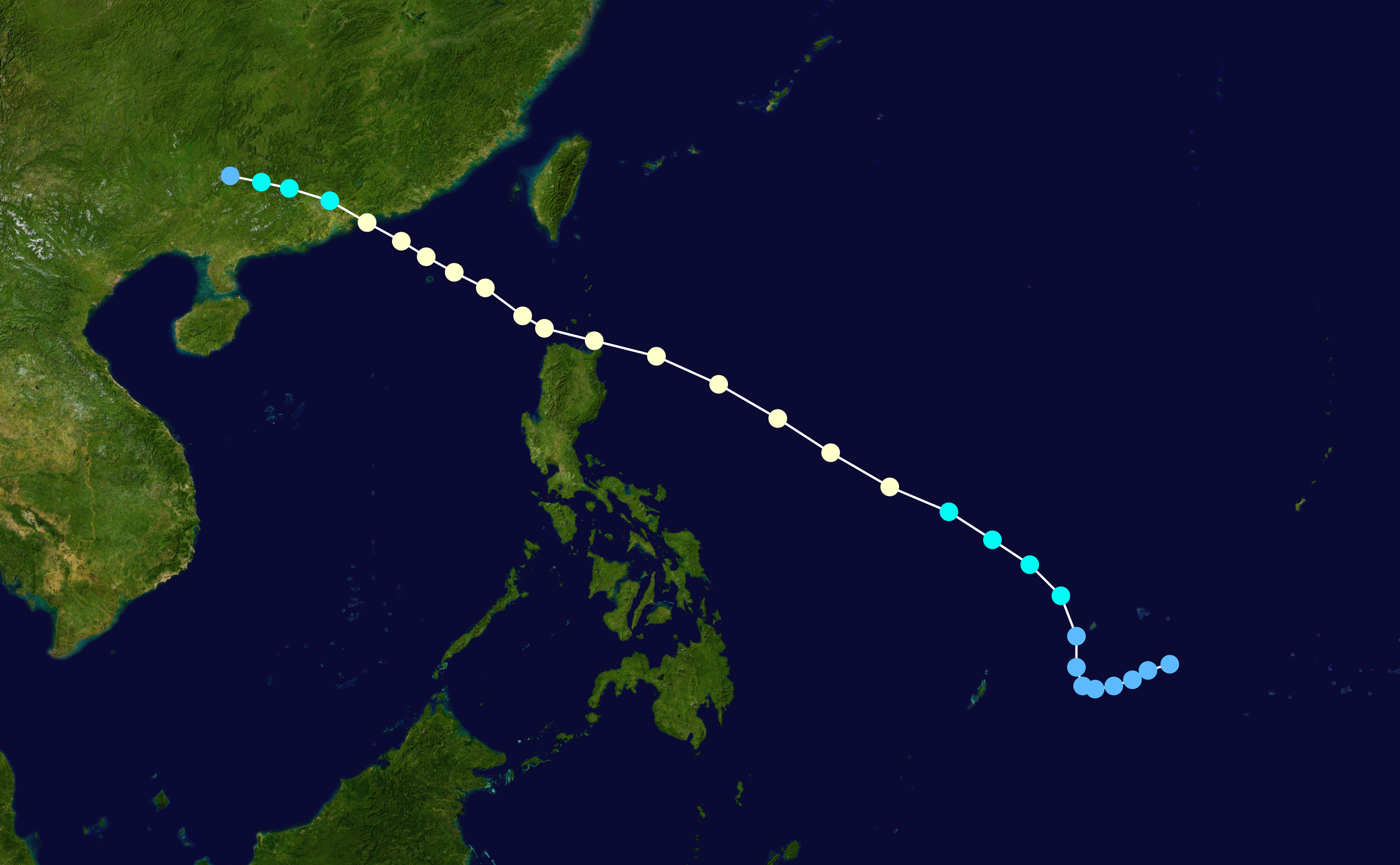
태풍 우토의 이동 경로

| 순위 | 태풍번호 | 태풍이름 | 최대크기 (강풍역 직경) |
| ---- | -------- | -------- | ---------------------- |
| 1위  | 9713     | WINNIE   | 2350 km                |
| 2위  | 9012     | YANCY    | 2200 km                |
| 2위  | 8713     | FREDA    | 2200 km                |
| 2위  | 9725     | KEITH    | 2200 km                |
| 2위  | 1721     | LAN      | 2200 km                |
| 6위  | 9513     | OSCAR    | 2150 km                |
| 7위  | 9023     | KYLE     | 2050 km                |
| 7위  | 8610     | SARAH    | 2050 km                |
| 7위  | 9609     | HERB     | 2050 km                |
| 10위 | 0104     | UTOR     | 1950 km                |
| 10위 | 8124     | GAY      | 1950 km                |
| 12위 | 0111     | PABUK    | 1900 km                |

## 같이 보기
- 태풍 우토르